# Neotrichozetes spinulosus
Neotrichozetes spinulosus är en kvalsterart som först beskrevs av Michael 1908.  Neotrichozetes spinulosus ingår i släktet Neotrichozetes och familjen Neotrichozetidae.

## Underarter
Arten delas in i följande underarter:
- N. s. spinulosus
- N. s. germaineae